# Glikozidi
Glikozidi su acetali dobiveni spajanjem poluacetala (monosaharida aldoza) i alkohola. Veza između monosaharida i alkohola (R-OH) zove se glikozidna veza. 
Stvaranje glikozida općenito je moguće s alkoholima, fenolnim hidroksilnim grupama, i karboksilnim kiselinama ("ester-glikozidi").
Kod prirodnih glikozida alkoholna (ili fenolna) komponenta zove se aglikon (nešećerni dio), a šećerna komponenta glikon.
Uz O-glikozide poznajemo još i N-glikozide koji nastaju odjepljenjem vode između poluacetalnog hidroksila i neke NH-skupine. Ovamo pripadaju prije svega nukleotidi i polunukleotidi. 
Glikozidi su vrlo rašireni u biljnom svijetu.

## Primjeri
- indikan, C14H17NO (iz biljke Indigoera sp.) - glikozid indoksila, nekad je bio važan za dobivanje indiga iz biljaka

- amigdalin, C20H27NO11 (iz gorkih badema) - hidrolizom daje dvije molekule glukoze (C6H12O6), molekulu benzaldehida (C6H5CHO) i molekulu cijanovodika (HCN)

- hesperidin, C28H34O15 - flovanonski glikozid, nekad su mu pripisivali vitaminski karakter

- streptomicin, C21H39N7O12 -  poznati antibiotik